# Playa de Los Tranquilos
La playa Los Tranquilos o Boo está situada en el municipio de Ribamontán al Mar, en la Comunidad Autónoma de Cantabria, España.
Se accede a ella mediante una escalera de madera que parte de un aparcamiento.